# Lončar Brdo
Lončar Brdo – wieś w Chorwacji, w żupanii karlowackiej, w gminie Netretić. W 2011 roku liczyła 5 mieszkańców.